# Вінстон (Орегон)
Вінстон (англ. Winston) — місто (англ. city) в США, в окрузі Дуглас штату Орегон. Населення — 5625 осіб (2020).

## Географія
Вінстон розташований за координатами 43°7′12″ пн. ш. 123°25′27″ зх. д. / 43.12000° пн. ш. 123.42417° зх. д. (43.120130, -123.424124).  За даними Бюро перепису населення США в 2010 році місто мало площу 6,85 км², уся площа — суходіл.

### Клімат
| Клімат : Вінстон             | Клімат : Вінстон | Клімат : Вінстон | Клімат : Вінстон | Клімат : Вінстон | Клімат : Вінстон | Клімат : Вінстон | Клімат : Вінстон | Клімат : Вінстон | Клімат : Вінстон | Клімат : Вінстон | Клімат : Вінстон | Клімат : Вінстон | Клімат : Вінстон |
| Показник                     | Січ.             | Лют.             | Бер.             | Квіт.            | Трав.            | Черв.            | Лип.             | Серп.            | Вер.             | Жовт.            | Лист.            | Груд.            | Рік              |
| Абсолютний максимум, °C      | 22,2             | 25,6             | 29,4             | 35,0             | 38,9             | 41,1             | 42,8             | 43,3             | 40,6             | 38,3             | 25,6             | 22,8             | 43,3             |
| Середній максимум, °C        | 10,6             | 12,8             | 15,6             | 18,3             | 22,2             | 25,6             | 30,6             | 30,6             | 27,8             | 20,6             | 13,3             | 9,4              | 19,8             |
| Середній мінімум, °C         | 2,2              | 2,2              | 3,3              | 5,0              | 7,8              | 10,6             | 12,8             | 12,8             | 10,0             | 6,7              | 4,4              | 2,2              | 6,7              |
| Абсолютний мінімум, °C       | −12,8            | −16,1            | −4,4             | −3,3             | −1,7             | 2,2              | 5,0              | 5,0              | 1,1              | −6,1             | −11,1            | −16,1            | −16,1            |
| Норма опадів, мм             | 126              | 99               | 90               | 70               | 54               | 25               | 10               | 11               | 23               | 57               | 138              | 157              | 860              |
| ---------------------------- | ---------------- | ---------------- | ---------------- | ---------------- | ---------------- | ---------------- | ---------------- | ---------------- | ---------------- | ---------------- | ---------------- | ---------------- | ---------------- |
| Джерело: The Weather Channel |                  |                  |                  |                  |                  |                  |                  |                  |                  |                  |                  |                  |                  |

## Демографія
Згідно з переписом 2010 року, у місті мешкало 5379 осіб у 2140 домогосподарствах у складі 1483 родин. Густота населення становила 785 осіб/км².  Було 2316 помешкань (338/км²).
Расовий склад населення:
| - 92,5 % — білих - 1,6 % — корінних американців - 0,9 % — азіатів - 0,3 % — чорних або афроамериканців - 0,1 % — вихідців з тихоокеанських островів - 1,1 % — осіб інших рас |

До двох чи більше рас належало 3,5 %. Частка іспаномовних становила 4,5 % від усіх жителів.
За віковим діапазоном населення розподілялося таким чином: 24,5 % — особи молодші 18 років, 58,5 % — особи у віці 18—64 років, 17,0 % — особи у віці 65 років та старші. Медіана віку мешканця становила 38,9 року. На 100 осіб жіночої статі у місті припадало 94,5 чоловіків;  на 100 жінок у віці від 18 років та старших — 90,3 чоловіків також старших 18 років.
Середній дохід на одне домашнє господарство  становив 46 219 доларів США (медіана — 32 610), а середній дохід на одну сім'ю — 50 933 долари (медіана — 37 697). Медіана доходів становила 39 967 доларів для чоловіків та 24 453 долари для жінок. За межею бідності перебувало 29,3 % осіб, у тому числі 43,7 % дітей у віці до 18 років та 13,9 % осіб у віці 65 років та старших.
Цивільне працевлаштоване населення становило 1823 особи. Основні галузі зайнятості: виробництво — 20,5 %, освіта, охорона здоров'я та соціальна допомога — 20,2 %, роздрібна торгівля — 20,1 %.